# Theogonia (album)
Theogonia – dziewiąty album studyjny greckiego zespołu muzycznego Rotting Christ. Wydawnictwo ukazało się 22 stycznia 2007 roku nakładem wytwórni muzycznej Season of Mist. Nagrania zostały zarejestrowane jesienią 2006 roku w S.C.A. Studios w Atenach. Materiał był promowany teledyskami do utworów „Keravnos Kyvernitos” i „Enuma Elish”, które wyreżyserował Bob Katsionis.
Tytuł albumu wywodzi się od "Theogonii", poematu poety starożytnej Grecji Hezjoda, w której opisał wizję narodzin bogów i początków istnienia świata. Tekstowo album również porusza tematykę greckiej mitologii, utwory zawierają wiele fragmentów w starogrece oraz łacinie.

## Lista utworów
Opracowano na podstawie materiału źródłowego. 
| Nr  | Tytuł utworu                               | Autorzy     | Długość |
| --- | ------------------------------------------ | ----------- | ------- |
| 1.  | „Χαος Γενετο (The Sign of Prime Creation)” | Sakis Tolis | 3:21    |
| 2.  | „Keravnos Kivernitos”                      | Sakis Tolis | 4:42    |
| 3.  | „Nemecic”                                  | Sakis Tolis | 4:16    |
| 4.  | „Enuma Elish”                              | Sakis Tolis | 4:39    |
| 5.  | „Phobos' Synagogue”                        | Sakis Tolis | 4:25    |
| 6.  | „Gaia Tellus”                              | Sakis Tolis | 4:39    |
| 7.  | „Rege Diabolicus”                          | Sakis Tolis | 2:53    |
| 8.  | „He, The Aethyr”                           | Sakis Tolis | 4:42    |
| 9.  | „Helios Hyperion”                          | Sakis Tolis | 3:48    |
| 10. | „Threnody”                                 | Sakis Tolis | 5:19    |
|     |                                            |             | 42:44   |

## Twórcy
Opracowano na podstawie materiału źródłowego.
| Zespół Rotting Christ w składzie - Sakis Tolis – gitara, wokal prowadzący, instrumenty klawiszowe, produkcja muzyczna, miksowanie, mastering - Giorgos Bokos – gitara (wymieniony na płycie, jednakże nie brał udziału w nagraniach) - Andreas Lagios – gitara basowa - Themis Tolis – perkusja |  | Dodatkowi muzycy - Christos Antoniou – aranżacje chóru - Magia – wokal wspierający - Giorgos Bokos – gitara |  | Inni - Seth Siro Anton – zdjęcia - Aris Christou – inżynieria dźwięku, miksowanie - Jérôme Cros – oprawa graficzna |